# Johann Caspar Horn (Komponist, 1636)
Johann(es) Kaspar Horn (auch: Johann Caspar Horn; * 17. August 1636 in Chemnitz; † 18. September 1722 in Dresden) war ein deutscher Komponist, Jurist und Arzt.

## Leben
Der Sohn des gleichnamigen Arztes (Johann Caspar Horn, 1606–1671) studierte spätestens ab 1663 Jura in Leipzig, wo er 1668 promoviert wurde. Als Komponist wurde er mit Unterhaltungs-, Tanz- und Ballettmusik bekannt, die er für die Leipziger studentische Pindus-Gesellschaft schrieb, darunter dem Ballett d'Orphée für fast 100 Akteure. Die Werke erschienen zwischen 1663 und 1678 im Druck (u. a. die Teile 3 bis 6 des Parergeron musicum bei Verleger Frommann zwischen 1672 und 1676) und waren noch im frühen 18. Jahrhundert im Handel erhältlich. 
Ab 1678 ist Horns Tätigkeit als Rechtskonsulent in Dresden belegt. Hier erschienen 1680–81 seine bereits 1672 erwähnten und in Leipzig bekannten Geistliche Harmonien (mit Winter- und Sommerteil) im Druck. Als ehrenamtlicher Musikdirektor an der Frauenkirche und der Sophienkirche schuf er nachweislich bis 1699 jährlich zu Weihnachten neue Kompositionen. Eine Auferstehungshistorie wurde Ostern 1683 aufgeführt.